# Форхтенштайн (замок)
Форхтенштайн (нем. Burg Forchtenstein) — позднесредневековый замок в поселении Форхтенштайн в округе Маттерсбург в северной части федеральной земли Бургенланд, Австрия.

## История

### Ранний период
Первый каменный замок на этом месте появился в начале XIV века. Цитадель размещалась на высоком 50-метровом скалистом холме. Инициаторами возведения крепости были графы фон Маттерсдорф. Впоследствии они прибавили к своей фамилии дополнение фон Форхтенштайн.
Около 1450 года род Маттерсдорф-Форхтенштайн пресёкся по мужской линии. В итоге крепость оказалась в собственности Габсбургов. Эта могущественная семья владела замков на протяжении 170 лет. Однако был и перерыв. Остро нуждаясь в деньгах, Габсбурги заложили Фархтенштайн консорциуму из группы богатых аристократов, в том числе таких семей, как графы Вайсприах и Хардегг. В конце концов в середине XV века крепость сумел выкупить эрцгерцог Альбрехт VI. Фархенштайн снова стал составной герцогства Габсбургов.

### XVII век

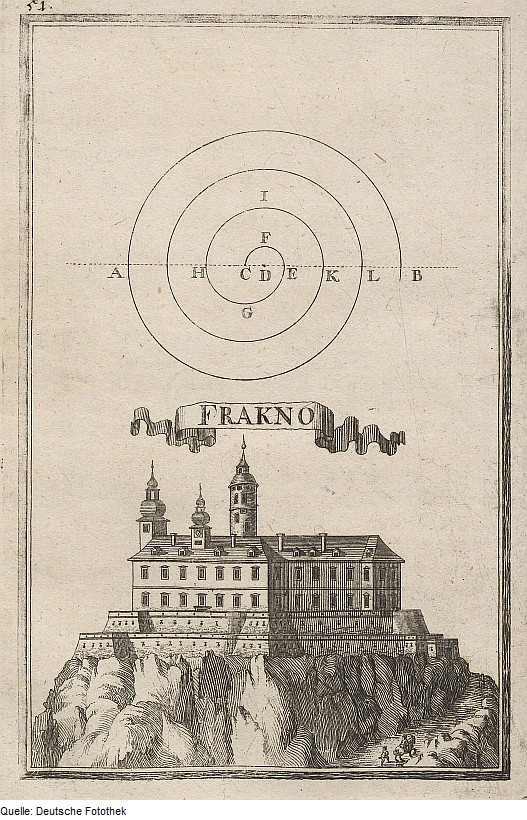
Замок на рисунке 1698 года

Новый этап в жизни замка начался в первой четверти XVII века. В 1622 году Николаус Эстерхази, прародитель знаменитого рода Эстерхази, по воле императора Фердинанда II получил Фархтенштайн, а заодно и титул графа. Николаус деятельно принялся за реконструкцию обветшавшего замка и его устаревшей системы укреплений. Фактически это был не ремонт, а возведение мощного фортификационного комплекса по правилам военной науки XVII века. В 1630–1634 годах новоявленный граф заключил контракты на строительство стен, башен и бастионов. Руководил работами венский мастер Симон Ретакко. В 1643 года его сменил Доменико Карлоне. Интересно, что почти все, кто отвечал за строительные работы были по происхождению итальянцами. В возведении нового Фархтенштайна принимали участие такие мастера фортификационного и камнетёсного искусства, как Амброзиус Петруцци, Пьетро Майно Мадерно и Матиас Лорентиш. Главным строительным материалом, который шёл на строительство зданий, фонтанов и даже пушечных ядер был особо прочный известняк, называемый кайзеровский камень. Заранее обработанные блоки доставлялись в специальных повозках, в каждую из которых впрягали по шесть волов.
Новый этап реконструкции начался при Пале Эстерхази (сыне Николауса). Он сменил графский титул на княжеский и хотел превратить родовой замок в роскошную резиденцию. Во второй половине XVII века Пал Эстерхази вновь привлёк к работе архитектора Доменико Карлоне, который подготовил проект строительства. Важное значение придавалось не только прочности и неприступности комплекса, ни и его привлекательности его фасадов. На этом этапе замок стал больше соответствовать стилю барокко, который вошёл тогда в моду. 

### XVIII–XIX век

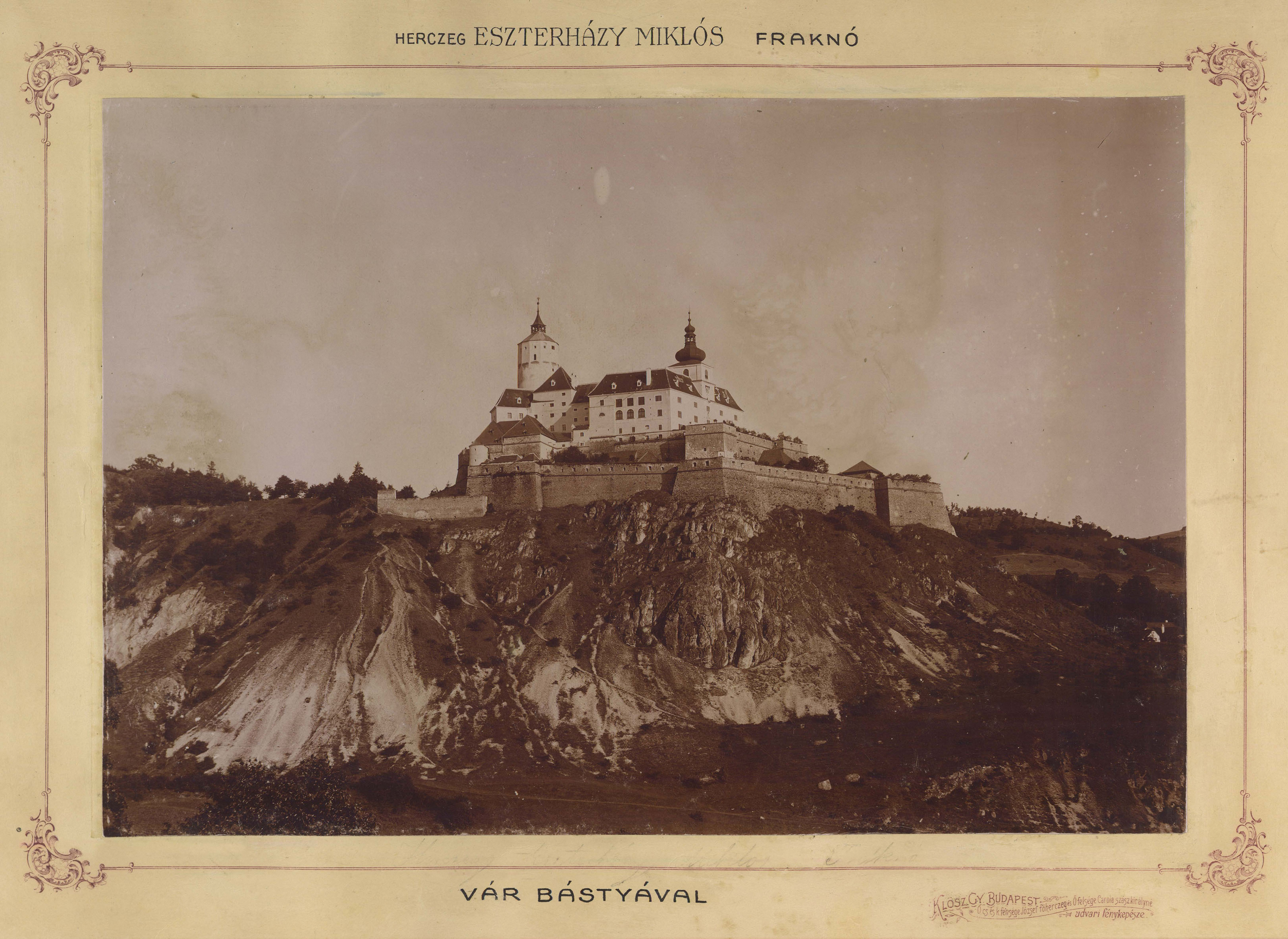
Замок на открытке 1890 года

После смерти Пала в 1713 году назначение замка изменилось. Из прежней твердыни он стал одновременно и арсеналом, где хранились огромные запасы оружия и боеприпасов, и архивом рода Эстерхази, а также хранилищем обширной коллекции часов, экзотических чучел животных и прочих предметов. В сокровищницу и комнату чудес, где находились самые уникальными объекты, можно было попасть только через секретный проход. Дверь открывалась только с помощью двух разных ключей. Один хранился у князя, а другой у казначея. Эти помещения оказались столь надёжно засекреченными, что их не обнаружили ни нацисты, которые аннексировали Австрию в 1938 году, ни оккупационные части союзников, размещавшиеся в замке после завершения Второй мировой войны. Таким образом все шедевры коллекции Эстерхази остались нетронутыми и благополучно сохранились. В дополнение к самой коллекции также представляют ценность шкафы с оригинальными стеклянными панелями. 
Во второй половине XVIII века началась очередная реконструкция замка. Работами на этот раз руководил Иоганн Фердинанд Мёдлхаммер. Интерьеры стали ещё более респектабельными, а фасады оказались украшены новыми декоративными элементами.
Семья Эстерхази считалась одной из богатейших в Австрийской империи. На протяжении XIX века благосостояние рода продолжало расти, приобретались или строились новые дворцы, но Форхтенштайн оставался главной княжеской резиденцией.

### XX век

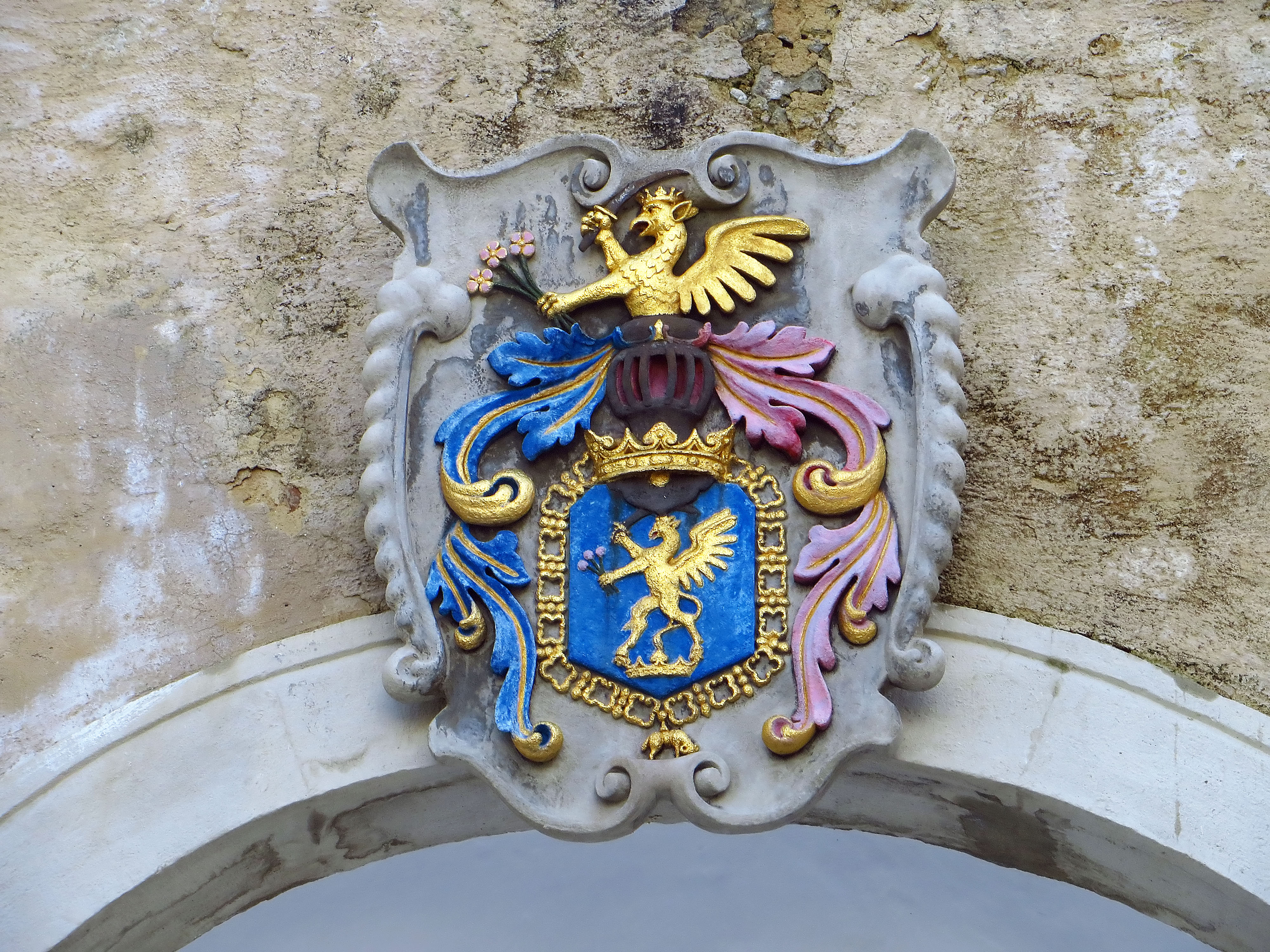
Герб рода Эстерхази при входе в замок

В 1919 году в период Венгерской Советской Республики около 280 предметов из коллекции Эстерхази в замке Форхтенштайн были конфискованы государственными чиновниками и вывезены в Будапешт. Там они находятся в качестве музейных экспонатов и по сей день. После падения Советской республики венгерское государство заключило кредитный договор на хранение конфискованных предметов. Однако наследники семьи Эстерхази не теряют надежды вернуть свои сокровища.

## Описание
Замок занимает вершину скалистого холма и доминирует над долиной. Бастионы и стены формируют многоуровневую систему обороны. Попасть внутрь можно только через единственные ворота в западной части комплекса. В прежние времена там имелся подъёмный мост. Над замком доминирует высокий бергфрид, ранее служивший смотровой башней.

## Современное состояние
Замок Форхтенштайн принадлежит частному фонду Эстерхази. Наряду с дворцом Эстерхази в Айзенштадте комплекс превращён в музей и открыт для посещения. Здесь есть постоянная экспозиция, посвящённая истории рода и замка. Отдельно посетителям демонстрируются сокровища из княжеской коллекции. После того, как в 1921 году поместья Эстерхази были разделены на венгерскую и австрийскую части, материалы экономического архива остались в замке Форхтенштайн, а семейный архив с тех пор хранится в Венгерском государственном архиве в Будапеште.
C 1954 по 1983 год в замке Форхтенштайн ежегодно проводился театральный фестиваль.

## Галерея

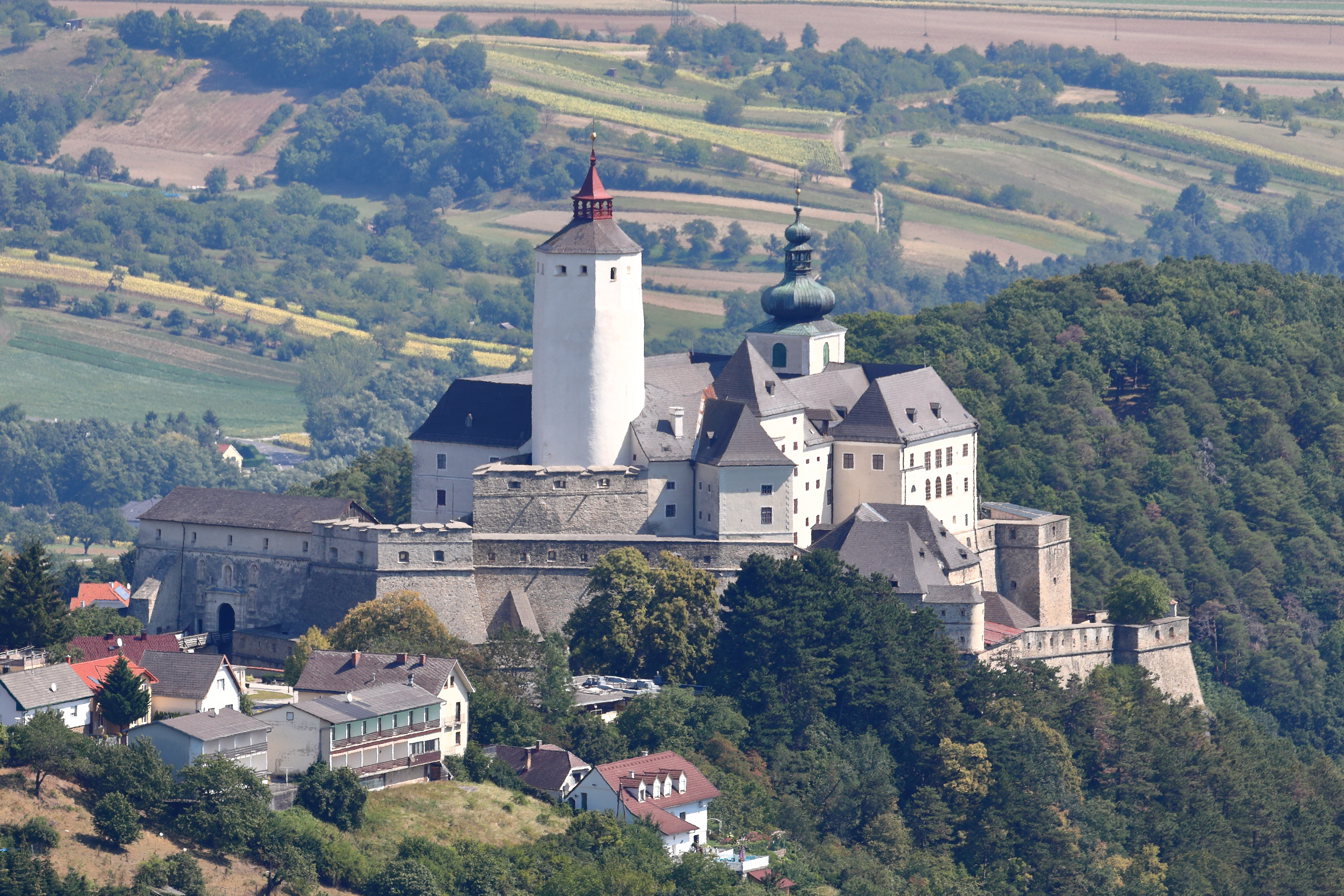
Замок в высоты птичьего полёта
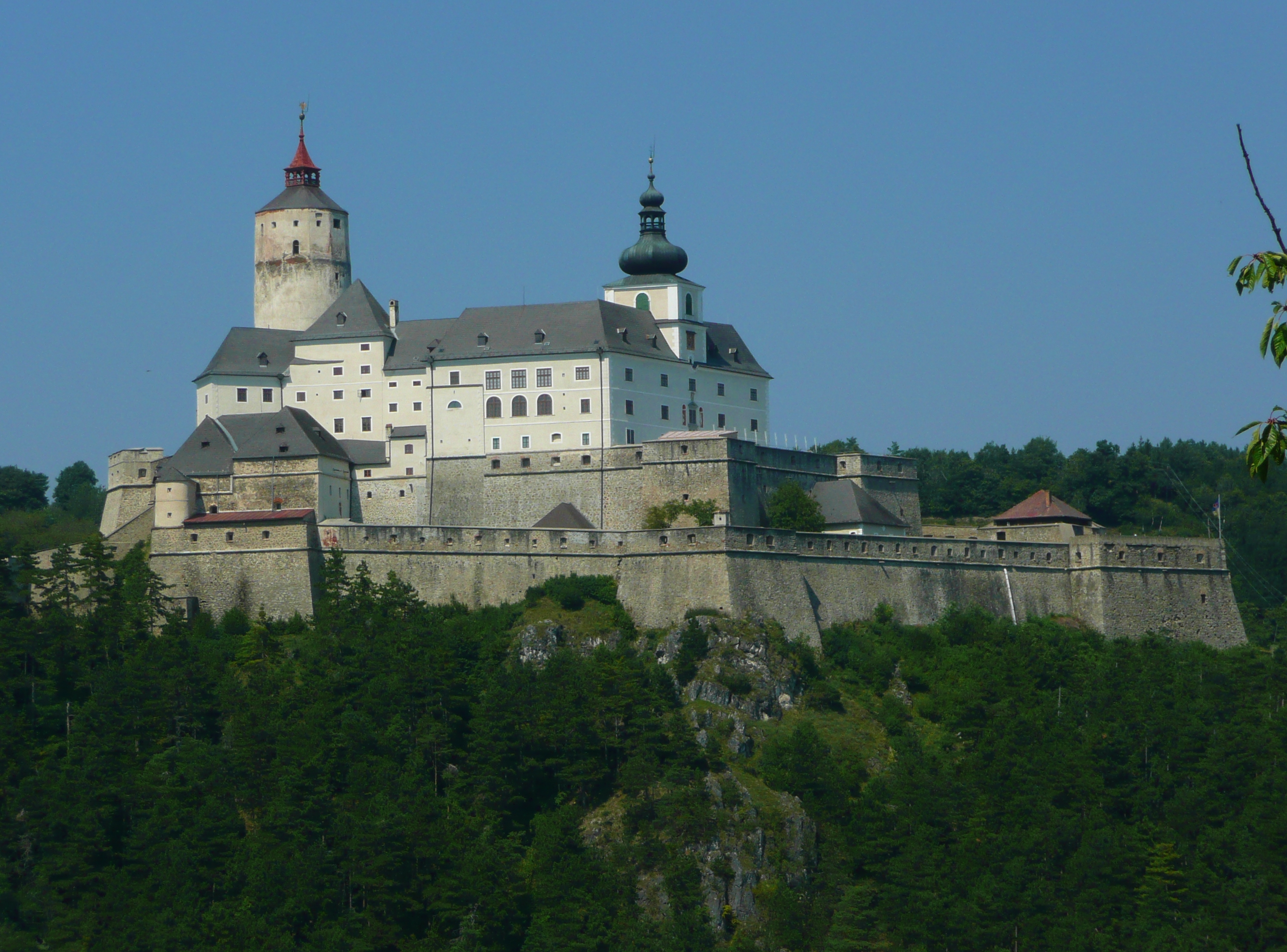
Вид замка с восточной стороны
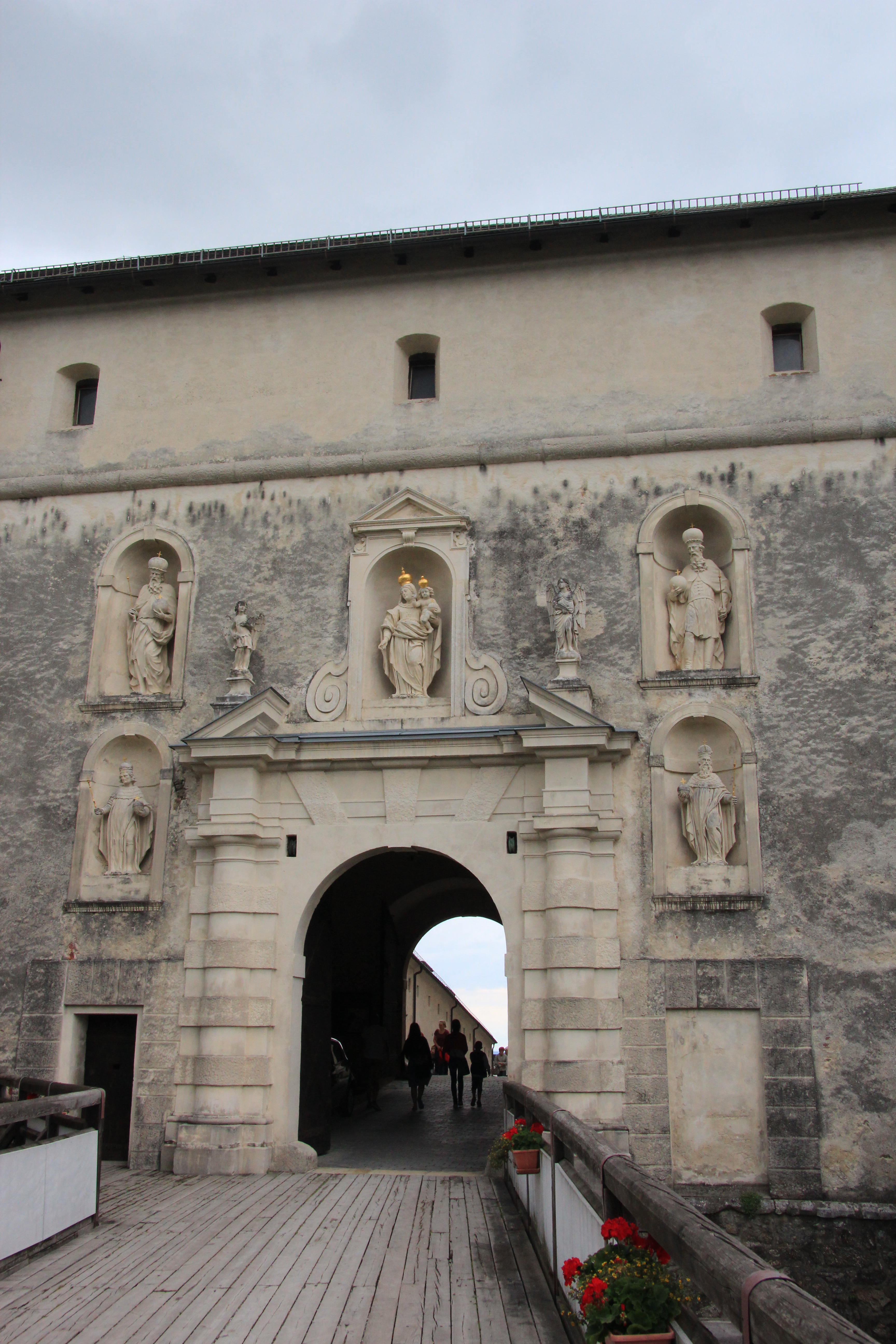
Ворота, ведущие в замок
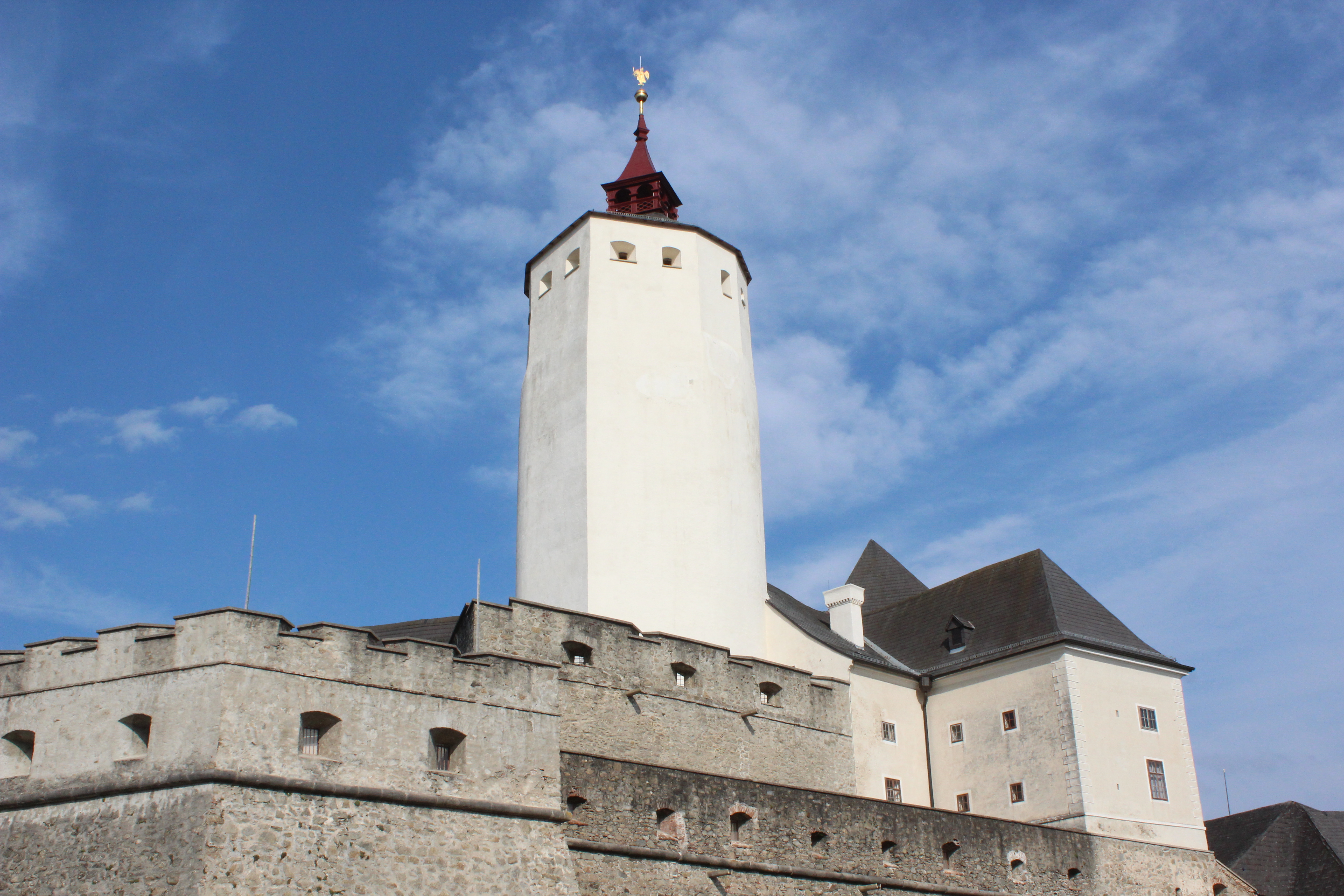
Бергфрид замка
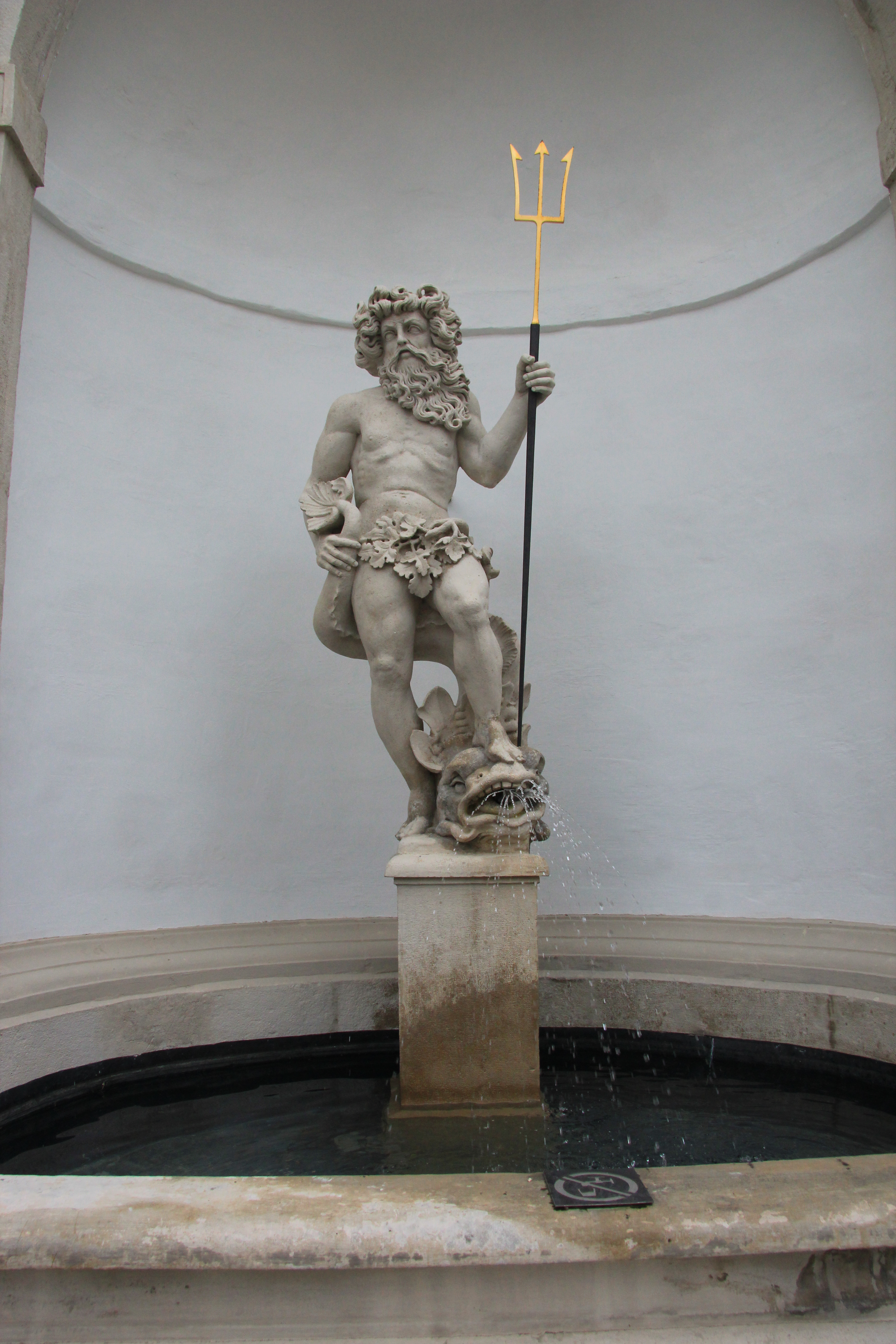
Фонтан внутри замка
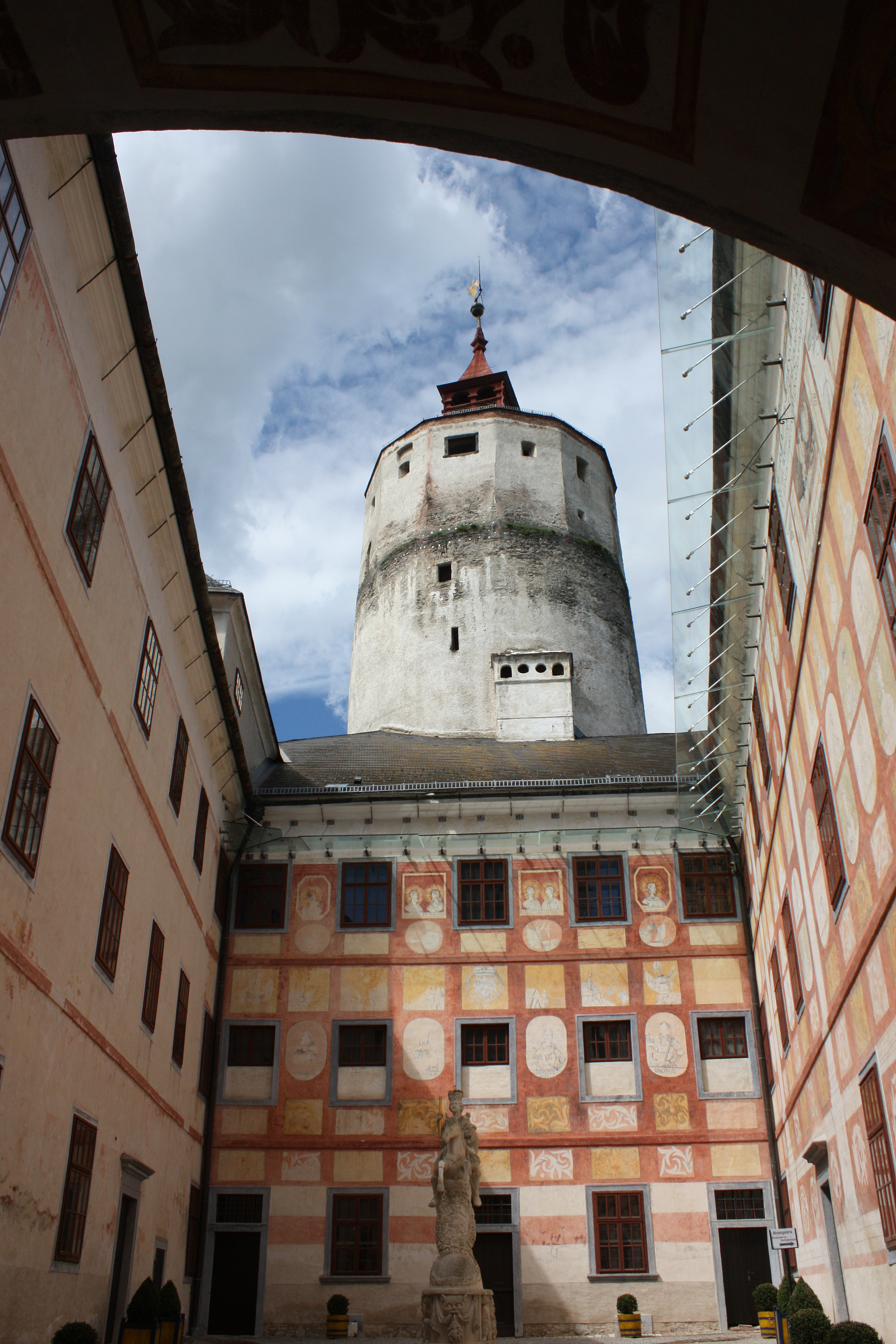
Внутренний двор комплекса